# Sygehusapoteker
En sygehusapoteker eller hospitalsapoteker (undertiden også kaldet en centralapoteker, regionsapoteker eller chefapoteker) er betegnelsen for den overordnede leder af et offentligt sygehusapotek eller et privat sygehusapotek.
Sygehusapotekere udpeges af Farmakonomforeningen, Danmarks Apotekerforening og Pharmadanmark i fællesskab og udnævnes af Sundhedsministeriet.
Sygehusapotekere på sygehusapoteker er offentligt ansat af et offentligt ejet sygehus, mens sygehusapotekere på private sygehusapoteker er privatansat af det pågældende private sygehus.
| Apoteksvæsen | Spire Denne artikel om apoteksvæsen er en spire som bør udbygges. Du er velkommen til at hjælpe Wikipedia ved at udvide den. |